# Wenera 7
Wenera 7 (ros. Венера-7) – czwarta udana radziecka sonda kosmiczna przeznaczona do badania Wenus, o budowie analogicznej do Wenery 4. Sonda posiadała lądownik, który z całą pewnością wylądował łagodnie i działał na powierzchni Wenus. Jako piąty z kolei obiekt radziecki dotarł do powierzchni Złotej Planety. Człon ten miał masę większą o 100 kg niż w poprzednich misjach.

## Przebieg misji
Sonda o masie 1180 kg została wyniesiona przez rakietę Mołnia 8K78M 17 sierpnia 1970 z kosmodromu Bajkonur w Kazachskiej SRR. 15 grudnia 1970 Wenera 7 weszła w atmosferę Wenus po jej nocnej stronie, jednocześnie oddzielił się od niej lądownik. Prędkość w czasie wejścia w atmosferę wynosiła 11,5 km/s. Dzięki hamowaniu aerodynamicznemu, które zachodziło z wielką gwałtownością (350 g), nastąpiło zmniejszenie prędkości liniowej do 0,2 km/s. Gdy ciśnienie zewnętrzne wzrosło do 0,7 atm, samoczynnie otworzył się spadochron. Lądownik łagodnie osiadł na powierzchni Wenus po upływie 35,5 min, licząc od chwili wtargnięcia w atmosferę. Przelot trwał znacznie krócej niż w przypadku poprzednich próbników, gdyż odbywał się z większą prędkością. Było to możliwe dzięki wprowadzeniu udoskonaleń w układzie spadochronowym. Lądownik został przystosowany do ciśnienia 18 MPa i temperatury 530 stopni Celsjusza. Tym razem zapas wytrzymałości okazał się wystarczający. Aparatura Wenery 7 działała po wylądowaniu przez 23 min. Sygnały zawierały jedynie informacje o temperaturze. Były one aż 100-krotnie słabsze niż w czasie przelotu przez atmosferę planety. Umożliwiła ona stwierdzenie, że w miejscu lądowania temperatura wynosiła 730-747(±20) K i przez cały czas nadawania nie uległa zmianie. Była to wartość maksymalna, gdyż wyżej temperatura była niższa (informacje z poprzednich doświadczeń). Jeśli chodzi o ciśnienie, to aparatura lądownika mierzyła je w czasie opadania tylko do pewnej wysokości. Przy samej powierzchni pomiarów nie wykonywano, a wartość panującego tam ciśnienia ÷ 90(±1,5) atm wyznaczono na podstawie ekstrapolacji danych uzyskanych wyżej. Lądownik Wenery 7 był pierwszym zbudowanym przez człowieka urządzeniem, które przesyłało dane po wylądowaniu na innej planecie.